# Muliercula spora
Muliercula spora är en kvalsterart som beskrevs av Coetzer 1968. Muliercula spora ingår i släktet Muliercula och familjen Scheloribatidae. Inga underarter finns listade i Catalogue of Life.